# Ostalgi

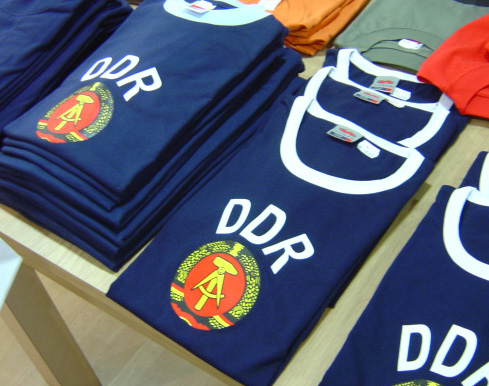
Försäljning av t-tröjor med DDR-tryck i Berlin år 2004. Ett av många inslag som benämns som ostalgi.

Ostalgi (tyska: Ostalgie, från Ost + Nostalgie) eller DDR-nostalgi (tyska: DDR-Nostalgie) är en nostalgisk känsla kring det forna Östtyskland (DDR). Den har efter Berlinmurens fall uppstått bland en del tyskar som före återföreningen levde i Östtyskland. Begreppet populariserades vid 1990-talets början av komikern Uwe Steimle.

## Bakgrund
När Berlinmuren revs i november 1989 fick Östtysklands befolkning för första gången tillfälle att köpa många av de västprodukter som de kände väl till genom TV-reklamen från Västtyskland men som de tidigare bara kunnat köpa för hårdvaluta eller fått som gåva av kontakter i väst. På bara några månader rasade försäljningen för östtyska produkter samman i takt med att befolkningen prövade de mer efterlängtade västprodukterna. Ett stort antal östtyska företag slogs ut och arbetslösheten i före detta Östtyskland ökade.
Det var inte bara de östtyska varorna som ratades, utan även det repressiva samhällssystemet i stort. Efter några år kom dock en tillnyktring då många östtyskar kunde se sitt förflutna mer nyanserat. Östtyskland var en diktatur som spärrade in sin befolkning och erbjöd invånarna mycket begränsade möjligheter att forma sina liv, men på vissa punkter hade samhällssystemet sidor som kunde ha stått sig i konkurrensen från Väst. Detta gällde bland annat barnomsorg och kvinnors roll i yrkeslivet. På ett ytligare plan uppstod också en längtan efter "trygghet" - en stat som planerade sin befolknings liv och där officiellt alla hade ett arbete att gå till.

## Längtan efter ett bättre liv

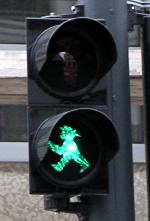
Ampelmännchen, trafikljus som kommit att symbolisera DDR och ostalgi, och som behållits i östra Tyskland trots att övriga Tyskland har en annan utformning.

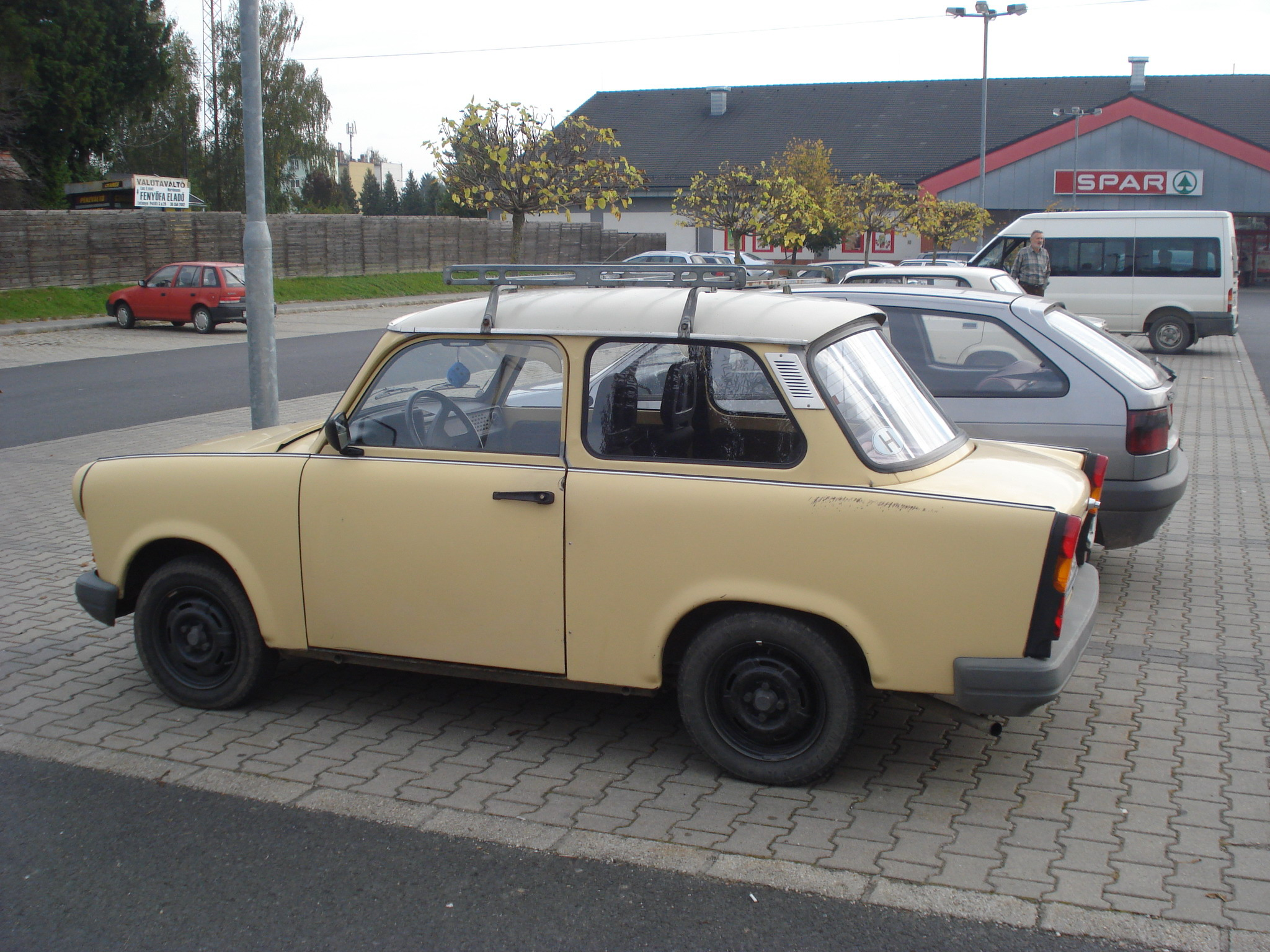
Trabantbil på parkeringsplats i Ungern i maj 2015.

Ostalgi syftar på att allt fler tyskar, främst tidigare öst-, men även västtyskar, intresserar sig för produkter och livet i det gamla Östtyskland. Detta gäller inte minst den yngre generationens tyskar. Det som vid murens fall ratades har numera av många fått kultstatus och många företag börjar på nytt producera klassiska DDR-varor.
I grunden är fenomenet förståeligt som en vanlig nostalgi - det forna DDR:s befolkning har kastats från ett samhällssystem till ett annat på ett mycket abrupt vis. I tider av stark samhällsomvandling finns alltid en grogrund för nostalgi, kanske särskilt mycket bland dem som räknar sig till förlorarna i omvandlingen.
En tänkbar bidragande orsak till ostalgin är arbetslösheten, som efter Tysklands återförening länge varit högre i östra Tyskland. Officiellt existerade inte i arbetslöshet i Östtyskland.

## Populärkultur
I mitten av 1990-talet anordnades fester med DDR-tema, där människor kunde dyka upp utklädda till Erich Honecker och drycker såldes för utgångna östmark. Många av festerna har arrangerats i barer och restauranger.
Många böcker kommer ut kring ostalgin. Flera filmer med DDR-tema har spelats in i Tyskland. Internationellt har fenomenet fått stor uppmärksamhet genom den prisbelönta filmen Good Bye, Lenin! från 2003. Ostalgin har uppmärksammats i filmer och program som visats i tysk TV. I många av filmerna och TV-programmen hyllas den östtyska livsstilen. Det förekommer även en debatt kring varför fenomenet uppstått.
Den östtyska TV-serien John Blund fortsatte produceras efter Tysklands återförening, även om huvudfiguren John Blund i stället börjat fungera mer som en fantasifigur i stället för att, som tidigare, företräda DDR.
I Berlin finns ett så kallat Ostel, ett vandrarhem inrett efter DDR, samt museet DDR Museum. I Berlin finns också Trabantsafari, som är en åktur genom Berlin i en Trabantbil.

## Kritik
DDR-nostalgin har kritiserats för att tjäna pengar på att göra jippo och underhållning av minnet av en diktaturstat.